# Ancus
Ancus is een geslacht van kevers uit de familie van de loopkevers (Carabidae). De wetenschappelijke naam van het geslacht is voor het eerst geldig gepubliceerd in 1866 door Putzeys.

## Soorten
Het geslacht Ancus omvat de volgende soorten:
- Ancus bicornutus (Putzeys, 1861)
- Ancus carniceps Andrewes, 1936
- Ancus depressifrons Putzeys, 1866
- Ancus excavaticeps Putzeys, 1866
- Ancus sulcicollis Putzeys, 1866